# NGC 571
NGC 571 je spirální galaxie v souhvězdí Ryb. Její zdánlivá jasnost je 13,8m a úhlová velikost 1,3′ × 1,3′. Je vzdálená 214 milionů světelných let, průměr má 80 000 světelných let. Galaxii objevil 1. října 1864 Heinrich d'Arrest.